# دورة المشي
دورة المشي (باستخدام كلتا القدمين): هي المدة الزمنيه أو تتابع حدث حركة القدمين اثناء التنقل، حيث انها تصف عملية انتقال القدم من لحظة لمسها الأرض إلى لحظة لمس القدم نفسها الأرض في الخطوة التاليه بشرط ان تكون الحركة باتجاه الامام بالنسبة لمركز الجاذبية في الجسم. وتعرف دورة المشي الواحده بالخطوة.

## مكونات دورةالمشي

### المراحل
كل دورة مشي أو خطوة تتضمن مرحلتين:
•طور الوقفة: المرحلة التي تكون فيها القدم على الأرض.
•طور التارجح: المرحلة التي تكون فيها القدم تتارجح غير ثايته على الأرض.

### عناصر دورة المشي
الاطوار: 
طور الوقفة: هو جزء من دورة المشي تبقى فيه القدم على سطح الأرض. لتحليل دورة الحركة يتم اتخاذ أحد القدمين كقدم مرجعية ويتم دراسة حركاتها. هذا الطور يشكل 60% من دورة المشي، وفي هذا الطور تتخذ القدم المرجعية خمس حركات:
•	تماس اولي(اصدام الكاحل): في التماس الاولي عظام الكاحل هي أول العظام من القدم المرجعية التي تمس سطح الأرض.
•	استجابة الوزن: في هذا الجزء الوزن ينتقل من القدم للرجل المرجعية وهي عمليه مهمه من اجل حمل الوزن امتصاص الصدمات والتقدم في الحركة.

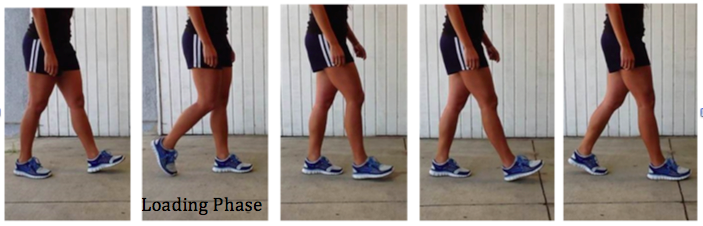
Components of gait cycle

•منتصف الخطوة: تتضمن توازن الجسم على القدم المرجعية
•نهاية الخطوة: في هذا الطور كعب القدم المرجعية يرتفع ويتارجح في الهواء وهذا هو بدايه طور الارجحه من دوره المشي.
طور الارجحه: هي الطور الذي تكون فيه القدم المرجعية غير متصله بالأرض وتتارجح في الهواء يتضمن هذا الطور 40% من دورة المشي وله ثلاثة أجزاء
1.الارجحه الاوليه
2.الارجحه المتوسطه
3.الارجحه النهائيه

### الدعم
•	دعم احادي: يكون في هذا النوع من الدعم قدم واحده على سطح الأرض.
•	دعم ثنائي: يكون في هذا النوع من الدعم كلتا القدمين على سطح الأرض.

## مصطلحات
طول الخطوة: تعرف بانها المسافة بين نقطتي التقاء الكعب(من الرجلين المتقابلتين) بالأرض حيث تكون النقطتين متعاقبتين. في المشيه الطبيعيه تكون طول الخطوة اليمنى مساويه لطول الخطوة اليسرى.
طول الخطوة الواسعة: تعرف بانها المسافة بين نقطتي التقاء القدم نفسها بالأرض وهي ضعف طول الخطوة.
الإيقاع: يعرف بانه عدد الخطوات بالنسبة لوحدة الزمن في المشية الطبيعية يكون الإيقاع الطبيعي 100-115 خطوة لكل دقيقة وهو يتاثر بمؤثرات عديده.
عرض الخطى: هي المسافة من جانب الجانب الآخر من كلتا القدمين.
السرعة المريحة: سرعة المشي التي تقوم باستهلاك اقل مقدار من الطاقة بالنسبة لوحدة المسافة وهي حوالي 80 متر لكل دقيقه في المشية الطبيعية.

## روابط أخرى
- Medschool.lsuhsc.edu
- Kau.edu.sa